# Anna van der Kamp
Anna Magdalene van der Kamp (* 19. Juni 1972 in Abbotsford, British Columbia) ist eine ehemalige kanadische Ruderin, die 1996 im Achter die olympische Silbermedaille gewann. 
Die 1,80 m große Anna van der Kamp ruderte für die Victoria Vikes. Bei den Weltmeisterschaften in Indianapolis belegte sie mit dem kanadischen Achter den siebten Platz. 1995 erreichte der Achter den sechsten Platz bei den Weltmeisterschaften in Tampere. 1996 saßen bei den Olympischen Spielen in Atlanta Heather McDermid, Tosha Tsang, Maria Maunder, Alison Korn, Emma Robinson, Anna van der Kamp, Jessica Monroe, Theresa Luke und Steuerfrau Lesley Thompson im kanadischen Achter, der im Vorlauf den zweiten Platz hinter den Rumäninnen belegte. Im Hoffnungslauf belegten die Kanadierinnen den zweiten Platz hinter dem Boot aus den Vereinigten Staaten. Im Finale siegten die Rumäninnen mit über vier Sekunden Vorsprung auf die Kanadierinnen, die ihrerseits 0,39 Sekunden Vorsprung auf die drittplatzierten Weißrussinnen hatten.